# Lipp
Lipp es una brasserie localizada en el 151 del bulevar Saint-Germain, en el VI Distrito de París. Patrocina un premio literario anual, el Premio Cazes, nombrado así por un propietario anterior.

## Historia
El 27 de octubre de 1880, Léonard Lipp y su mujer Pétronille abrieron la brasserie en el bulevar Saint-Germain. Su especialidad era un entrante de cervelat con remoulade y a continuación, un chucrut con guarnición servido con las mejores cervezas. Su atmósfera y sus precios económicos hicieron de la braserie un gran éxito. El antigermanismo durante la Primera Guerra Mundial obligó cambiar el nombre a Brasserie des Bords durante varios años. De origen alsaciano, Lipp había abandonado su tierra natal cuando Alsacia pasó a ser parte  de Alemania.
En julio de 1920, el bougnat Marcellin Cazes rediseñó la brasserie, que estaba siendo frecuentada por poetas como Paul Verlaine y Guillaume Apollinaire. La decoró con paredes de azulejos de Léon Fargues, techos pintados por Charly Garrey y asientos de piel púrpura. En 1955 Cazes pasó el relevo a su hijo Roger.
El 29 de octubre de 1965, Mehdi Ben Barka, marroquí opositor al régimen de la de monarquía de Hassan II, estuvo secuestrado por el Servicio Secreto de Marruecos delante de la brasserie, probablemente con la ayuda de los franceses. El asunto Ben Barka fue un escándalo político  qué cambió considerablemente la relaciones Francia-Marruecos.
Desde 1990, la brasserie ha ido evolucionando progresivamente por la familia Bertrand de Auvernia, dueños de la 'casa de té de Angelina', de la cadena de comida rápida Bert's y de la cadena Sir Winston.

## Premio Cazes
En 1935, Marcellin Cazes estableció el Premio Cazes, un premio literario otorgable cada año a un autor que no haya ganado ningún otro premio literario. Hasta hoy en día el premio se anuncia en el Lipp.

## En la cultura popular
- La brasserie aparece en la película Odette toulemonde, de Eric-Emmanuel Schmitt.[10]